# Altrichthys
Altrichthys ist eine drei Arten umfassende Riffbarschgattung, die im tropischen Westpazifik bei den Philippinen vorkommt.

## Merkmale
Altrichthys-Arten sind relativ hochrückig, seitlich stark abgeflacht und werden 6,5 bis 7,5 cm lang. Sie sind weitgehend einfarbig, grau, grünlich oder bläulich gefärbt. Die Ränder von Rücken- und Schwanzflosse können schwärzlich oder goldgelb gefärbt sein.
- Flossenformel: Dorsale XIII–XIV/13–14, Anale II/14–15.

## Lebensweise
Altrichthys-Arten leben in Korallenriffen in relativ flachem Wasser und ernähren sich von Plankton. Wie alle Riffbarsche sind sie Substratlaicher und beide Elterntiere pflegen und schützen ihre Eier. Da ein pelagisches Larvenstadium bei dieser Gattung fehlt und Jungfische in ihrem frühen Lebensstadium im elterlichen Korallenstock (oft Porites cylindrica) beobachtet wurden, nimmt man an, dass bei den Altrichthys-Arten, ähnlich wie beim Schwalbenschwanz-Riffbarsch (Acanthochromis polyacanthus), das Brutpflegeverhalten der Elterntiere nach dem Schlupf der Jungfische nicht erlischt, sondern sie setzen es noch weiter fort und behüten und beschützen ihre Jungen auch noch einige Zeit nach dem Schlupf.

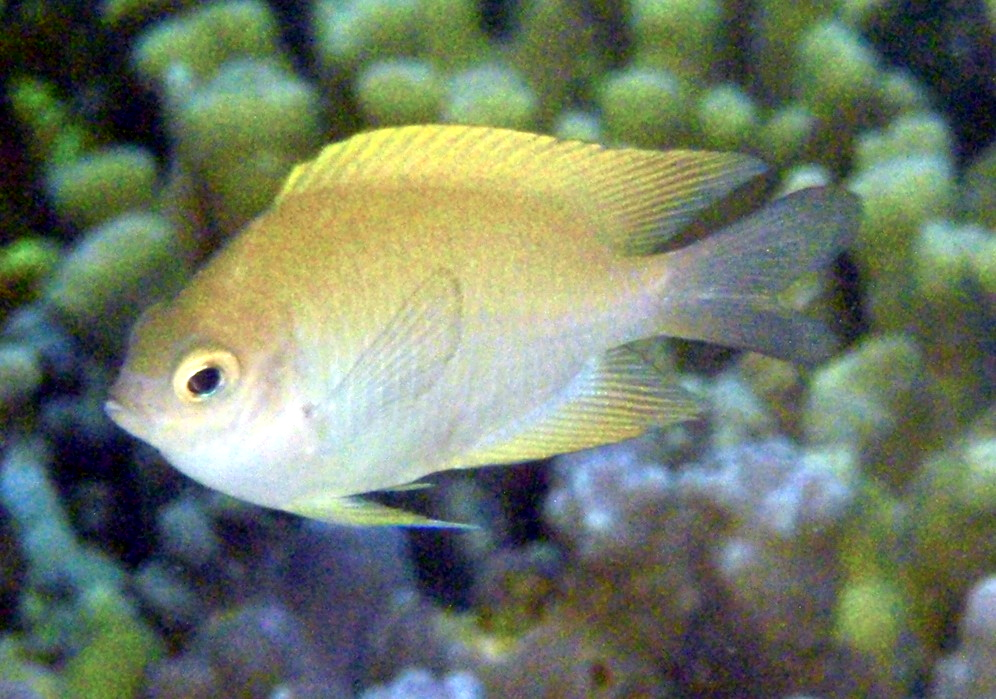
Altrichthys curatus

## Arten
Bisher wurden drei Arten beschrieben.
- Altrichthys alelia Bernardi, Longo & Quiros, 2017[3]
- Altrichthys azurelineatus (Fowler & Bean, 1928)
- Altrichthys curatus (Allen, 1999)